# Asta (bandera)

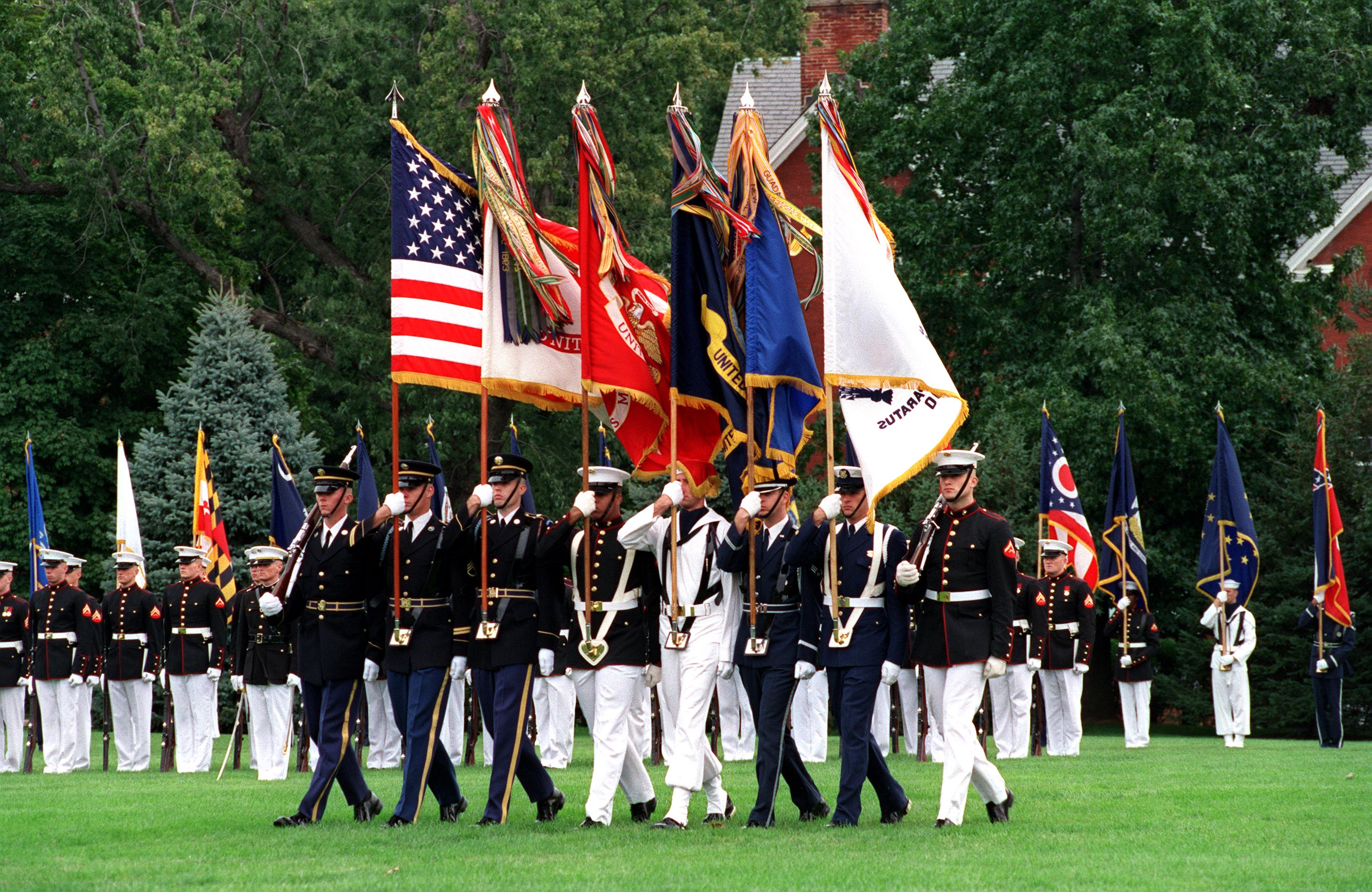
Banderas enastadas.

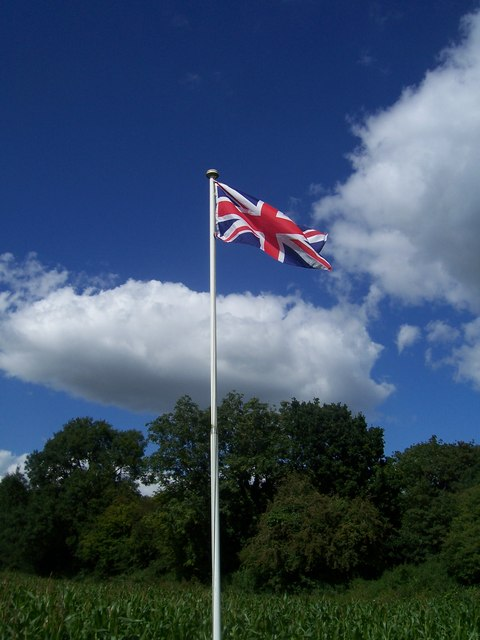
Bandera del Reino Unido ondeando en un mástil.

Un asta es el palo, lanza o pica, que se utiliza para la suspensión de una bandera o lienzo distintivo. Puede variar los tamaños dependiendo de las características del elemento que suspenda. 
Si está fijado al suelo, se denomina mástil.
En su parte superior puede llevar un remate denominado coronamiento. En banderas civiles el coronamiento tiene formas muy variadas (animales, esferas, escudos, etc.) y en banderas militares suele ser en forma de moharras.

## Historia
En la antigua Roma se utilizaba como arma de defensa confeccionada de diversos materiales sólidos (metal, hierro, madera) todo aquel material que provoque en una batalla daño al contrincante.

## Récords con altura

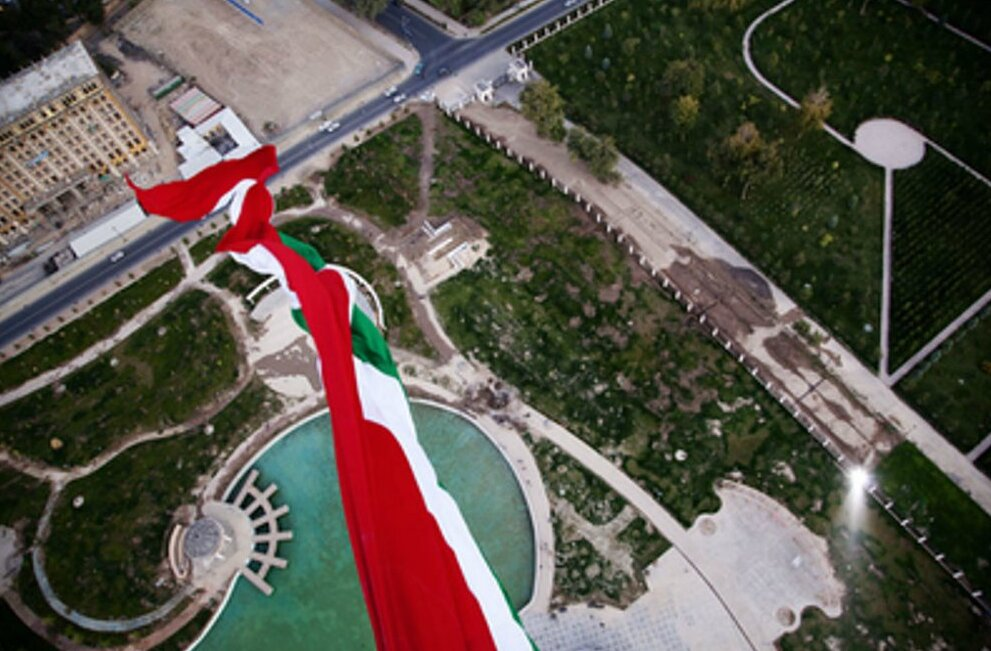
Vista desde lo alto del mástil de la bandera de Tayikistán en Dusambé.

Desde el 26 de diciembre de 2021, el mástil de bandera independiente más alto del mundo es el mástil de la bandera de Egipto, ubicado en la Nueva Capital Administrativa de Egipto, a una altura de 201,952 m, superando a los poseedores del récord anterior, el mástil de la bandera de Yeddah en Arabia Saudita (altura: 171 m), el mástil de la bandera de Dusambé en Tayikistán (altura: 165 m) y el mástil de la bandera nacional de Azerbaiyán (altura: 162 m). El mástil de la bandera de Corea del Norte es el cuarto mástil más alto del mundo, sin embargo, no es independiente. Es un mástil de bandera sostenido por una torre de radio. Muchas de ellas fueron construidas por la empresa estadounidense Trident Support: el mástil de la bandera de Dusambé, el mástil de la bandera nacional de Azerbaiyán, el mástil de la bandera de Asjabad en Turkmenistán, de 133 m; el mástil de la bandera de Áqaba en Jordania, de 130 m; el mástil de la bandera de Raghadan en Jordania, de 126,8 m; y el mástil de la bandera de Abu Dabi en los Emiratos Árabes Unidos, de 122 m.
El mástil de bandera más alto de la India en la actualidad es el de 110 metros en Belgaum, que se izó por primera vez el 12 de marzo de 2018. El mástil de bandera más alto del Reino Unido desde 1959 hasta 2007 estuvo en Kew Gardens. Estaba hecho de un abeto Douglas canadiense y tenía 68,5 m de altura. 
El mástil de bandera más alto de los Estados Unidos (y el más alto que ondea una bandera estadounidense) es el mástil de 120 m completado antes del Memorial Day de 2014 y hecho a medida con una base de 3,4 m en hormigón por el fabricante de turbinas eólicas Broadwind Energy. Está situado en el lado norte del campus de la sede de Acuity Insurance a lo largo de la Interestatal 43 en Sheboygan, Wisconsin , y es visible desde Cedar Grove. El mástil puede ondear una bandera de 220 libras en condiciones de viento suave y una bandera más pesada de 350 libras en condiciones de viento más fuerte.